# Kompania łączności 4 Dywizji Piechoty
Kompania łączności 4 Dywizji Piechoty – pododdział łączności Wojska Polskiego.

## Historia kompanii
Wiosną 1932 została sformowana kompania telegraficzna 4 Dywizji Piechoty. Na stanowisko dowódcy kompanii wyznaczony został kapitan Władysław II Gaweł, a na stanowisko młodszego oficera kompanii porucznik Kazimierz Larys.
Kompania stacjonowała w garnizonie Toruń i była organiczną jednostką łączności 4 Dywizji Piechoty.
Kompania miała prowadzić szkolenie według obowiązującej wówczas „Instrukcji wyszkolenia wojsk łączności” sygn. MSWojsk. Szefostwo Łączności L. dz. 900/tjn. Wyszk. 30.
Kompania miała dwa plutony, lecz nie posiadała radia. Pluton radio był mobilizowany w pułku radio w Warszawie i po zakończeniu mobilizacji przydzielony do dywizji. Dywizja nie posiadała wówczas organu zaopatrzenia i naprawy sprzętu łączności, czyli organu służby łączności.
Na podstawie rozkazu Dowództwa Łączności MSWojsk. L. 3000/tjn. I.Org. z 11 października 1937 kompania telegraficzna 4 DP została przeorganizowana i przemianowana na kompanię łączności 4 DP. W składzie kompanii został utworzony pluton radio.
Organizacja pokojowa kompanii łączności:
- dowódca kompanii (kapitan),
- drużyna dowódcy kompanii[a],
- I pluton telefoniczny,
- II pluton telefoniczny,
- III pluton radio[14][5].

Etat przewidywał 4 oficerów, 14-18 podoficerów (zależnie od typu kompanii), 130-133 szeregowców, 14 koni wierzchowych, 18-20 koni pociągowych, 2 samochody ciężarowe, 2 motocykle i 8 rowerów.
Organizacja pokojowa była dostosowana do zadań mobilizacyjnych i okazała się dobrą.
1 września 1938 uprawnienia dowódcze względem kompanii otrzymał szef łączności dywizji. Dowódcami łączności dywizji byli mjr łącz. Aleksander Emmerling (VII 1929 - 28 VIII 1939) i kpt. łącz. Jan Stanisław Hammer (od 28 VIII 1939).
Do zadań kompanii należało szkolenie rezerw podoficerów i szeregowców jedynie na potrzeby własne. Poborowi byli wcielani bezpośrednio do kompanii. Etaty były tak skalkulowane, że dla zaspokojenia zapotrzebowań wojennych musiano powołać pod broń osiem roczników rezerwistów. Kandydaci na podoficerów służby czynnej z kompanii szkolili się w szkołach podoficerskich batalionów telegraficznych i pułku radio.
Wiosną 1939 kompania została podporządkowana pod względem wyszkolenia fachowego dowódcy 1 Grupy Łączności. Ze względu na szybki wybuch wojny dowództwo grupy nie odegrało powierzonej mu roli. 
Zgodnie z uzupełnionym planem mobilizacyjnym „W” kompania łączności 4 DP była jednostką mobilizującą. Pod względem mobilizacji materiałowej była przydzielona do 63 pułku piechoty.
Dowódca kompanii był odpowiedzialny za przygotowanie całości mobilizacji jednostek wpisanych na tabelę mob. z wyjątkiem mobilizacji materiałowej, za którą był współodpowiedzialny razem z dowódcą 63 pułku piechoty. 
Dowódca kompanii był ponadto odpowiedzialny za przeprowadzenie mobilizacji:
- kompanii telefonicznej 4 DP,
- plutonu łączności Kwatery Głównej 4 DP,
- plutonu radio 4 DP,
- drużyny parkowej łączności 4 DP.

Wszystkie jednostki były mobilizowane w Toruniu, w alarmie, w grupie jednostek oznaczonych kolorem niebieskim. 
Po zakończeniu czynności mobilizacyjnych kompania przekazywała: nadwyżki personelu i materiału do Kadry 8 batalionu telegraficznego, natomiast nadwyżki koni i środków przewozowych do 63 pp.
Jednostki zmobilizowane przynależały pod względem ewidencyjnym do Ośrodka Zapasowego Telegraficznego „Zegrze” z wyjątkiem plutonu radio 4 DP, który przynależał do Ośrodka Zapasowego Radio w Warszawie.
23 sierpnia 1939 została zarządzona mobilizacja jednostek „niebieskich” na terenie Okręgu Korpusu Nr VIII. Początek mobilizacji został wyznaczony na godz. 6.00 następnego dnia.
Jednostki łączności 4 DP były formowane według organizacji wojennej L.3124/mob.org., ukompletowane zgodnie z zestawieniem specjalności L.3124/mob.AR oraz uzbrojone i wyposażone zgodnie z wojennymi należnościami materiałowymi L.3124/mob./mat.
Pluton łączności Kwatery Głównej 4 DP przeznaczony był do obsługi dowództwa dywizji, kompania telefoniczna przeznaczona do budowy i obsługi polowej sieci telefonicznej (z kabla polowego), a drużyna parkowa łączności odpowiadała za zaopatrzenie, naprawę i ewakuację sprzętu łączności.
Pluton radio 4 DP był formowany według organizacji wojennej L.3121/mob.org., ukompletowany zgodnie z zestawieniem specjalności L.3121/mob.AR oraz uzbrojony i wyposażony zgodnie z wojennymi należnościami materiałowymi L.3121/mob./mat.
28 sierpnia 1939 w Toruniu major Emmerling stwierdził osobiście, że kompania osiągnęła pełną gotowość – „pełne wyposażenie w ludzi, sprzęt i środki techniczne”. Z jego polecenia jedna drużyna stacyjna ze składu plutonu łączności Kwatery Głównej 4 DP została skierowana do Wąbrzeźna z zadaniem organizacji i obsługi centrali telefonicznej Grupy Operacyjnej „Wschód”. Ponadto ze składu 4 i 16 DP do jego dyspozycji oddana została jedna radiostacja RKD, jedna radiostacja N1 i jeden patrol łączności z lotnikiem. 
Według wymienionego oficera sieć telefoniczna stała 4 DP została „wykorzystana bardzo celowo, w pełnych ramach możliwości – przy czym kabel polowy rozbudowany w minimalnej ilości – gros personelu i sprzętu, w tym kabla polowego nieruszonego – umożliwiała dcy łączności, stosownie do zadań dywizji (której gros było w odwodzie) pełne możliwości pracy. 2 stacje radio rozstawione, jedna dla utrzymania korespondencji z Grupą Operac. wzgl. z armią, druga z podwładnymi i sąsiadami, gotowe do pracy – użycie przewidziane dopiero w akcji”.
W czasie kampanii wrześniowej jednostki łączności z plutonem radio walczyły w składzie macierzystej dywizji .

## Kadra kompanii
Dowódcy kompanii
- kpt. łącz. Władysław II Gaweł (III 1932 – VI 1934[36])
- kpt. łącz. Teodor Józef Stefan Lange (od 1 VII 1934[36])
- kpt. łącz. Jan Stanisław Hammer (do 28 VIII 1939[19])
- kpt. łącz. Józef Edward Piotrowicz[c] (IX 1939[21])

Obsada personalna kompanii łączności 4 DP w marcu 1939
- dowódca kompanii – kpt. łącz. Jan Stanisław Hammer
- dowódca plutonu telefonicznego – por. łącz. Feliks Michalski
- dowódca plutonu telefonicznego – chor. Aleksander Michaluk
- dowódca plutonu radio – ppor. łącz. Zygmunt Zdrodowski

Obsada personalna jednostek łączności 4 DP i plutonu radio we wrześniu 1939
- dowódca kompanii telefonicznej 4 DP – kpt. łącz. Józef Edward Piotrowicz
- dowódca plutonu – ppor. łącz. rez. Paprotny (?)
- dowódca II plutonu – ppor. łącz. rez. Jerzy Cuglewski[41]
- dowódca plutonu – ppor. łącz. rez. Szubert
- dowódca plutonu – por. łącz. rez. Ernest Eryk Adolf Dekert
- dowódca plutonu – ppor. łącz. rez. Wiktor Daniel Wojewski[d]
- dowódca plutonu łączności KG 4 DP – por. łącz. Feliks Michalski
- dowódca plutonu radio 4 DP – ppor. łącz. Zygmunt Zdrodowski[e]
- dowódca drużyny parkowej łączności 4 DP – NN
- podoficer ds. gospodarczych – chor. Lisewski[f]